# John Quertier Le Pelley
John Quertier Le Pelley (Saint Peter Port, 24 novembre 1868 – Saint Peter Port, 1º febbraio 1948) è stato un calciatore e dirigente d'azienda britannico, uno dei primi giocatori del Genoa e vincitore del primo campionato italiano di calcio.

## Biografia
Nato a Guernsey nelle Isole del Canale, si era trasferito a Londra per giungere a Genova nel 1889.
Fino al 1910 fu dirigente della British Bonded, azienda operante nel porto di Genova, e poi socio della John White, armatori navali.

### Calciatore
Associatosi al Genoa, partecipò ad entrambi i match del primo campionato italiano di calcio nel 1898, che il Grifone si aggiudicò.
Quando vinse il titolo ormai aveva 30 anni; si sposò poco dopo e lasciò il calcio.

## Palmarès

### Calciatore

#### Club

##### Competizioni nazionali
- Campionato italiano: 1

Genoa: 1898